# Leitfeuer

Darstellung eines Leitfeuers

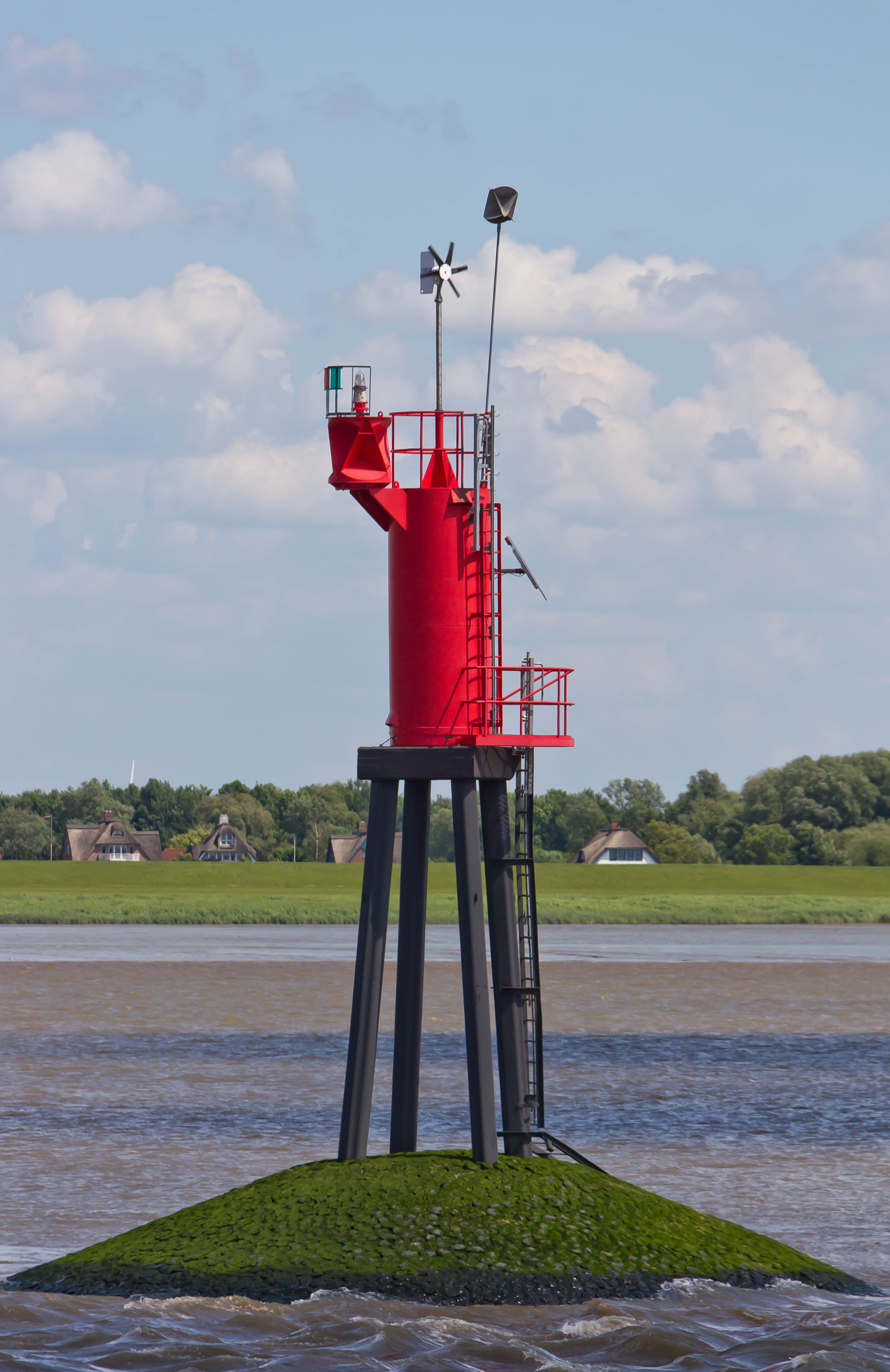
Leitfeuer Rhinplate Nord, Elbe

Ein Leitfeuer (Seefahrt) ist ein Einzelfeuer, das durch Sektoren (Leitsektoren, Warnsektoren) verschiedener Kennungen ein Fahrwasser, eine Hafeneinfahrt oder einen freien Seeraum zwischen Untiefen kennzeichnet.
Zur Kurskennzeichnung dienen Sektoren mit unterschiedlich farbigem Licht (z. B. grün-weiß-rot) oder verschiedenen Taktungen (Blinkrhythmen). Der mittlere Sektor ist der Leitsektor und kennzeichnet die korrekte Position. Die beiden äußeren Warnsektoren zeigen Positionsabweichungen an, die Kurskorrekturen erfordern.
Bis zum Anfang des 20. Jahrhunderts bezeichnete Leitfeuer die meist aus Ober- und Unterfeuer bestehenden doppelten Leuchtfeuer, die heute Richtfeuer genannt werden.